# Dichrophleps aurea
Dichrophleps aurea är en insektsart som först beskrevs av Fabricius 1803.  Dichrophleps aurea ingår i släktet Dichrophleps och familjen dvärgstritar. Inga underarter finns listade i Catalogue of Life.